# Nowa Gręzówka
Nowa Gręzówka – dawna część wsi Gręzówka w Polsce, w województwie lubelskim, w powiecie łukowskim, w gminie Łuków. Wchodzi w skład sołectwa Gręzówka.
1 stycznia 2024 nazwa miejscowości została zniesiona.
Pod względem fizycznogeograficznym znajduje się na północno-zachodnim skraju Równiny Łukowskiej, w dorzeczu Krzny Północnej.
W latach 1975–1998 Nowa Gręzówka administracyjnie należała do województwa siedleckiego.
Według danych z 30 czerwca 2013 roku liczyła 385 mieszkańców.
Wierni Kościoła rzymskokatolickiego – należą do parafii  Gręzówka, pw. Matki Boskiej Częstochowskiej.